# Demografia da América do Sul
A demografia da América do Sul descreve as características demográficas do território sul-americano.
A América do Sul tem 427 milhões de habitantes. Há vázios demográficos como as florestas tropicais, o deserto de Atacama e as porções geladas da Patagônia. Por outro lado, o continente apresenta regiões de alta densidade populacional, como os centros urbanos de São Paulo, Rio de Janeiro, Buenos Aires, Lima, Santiago e as áreas entre as capitais da zona da mata nordestina.
A população é formada por descendentes de europeus (principalmente espanhóis e portugueses), africanos e indígenas. Há alta porcentagem de mestiços que variam muito na sua composição de acordo com cada lugar.
As duas principais línguas são de longe o espanhol e o português, seguido do francês, inglês e holandês em menor quantidade.

## Índices demográficos

### Distribuição e densidade demográficas

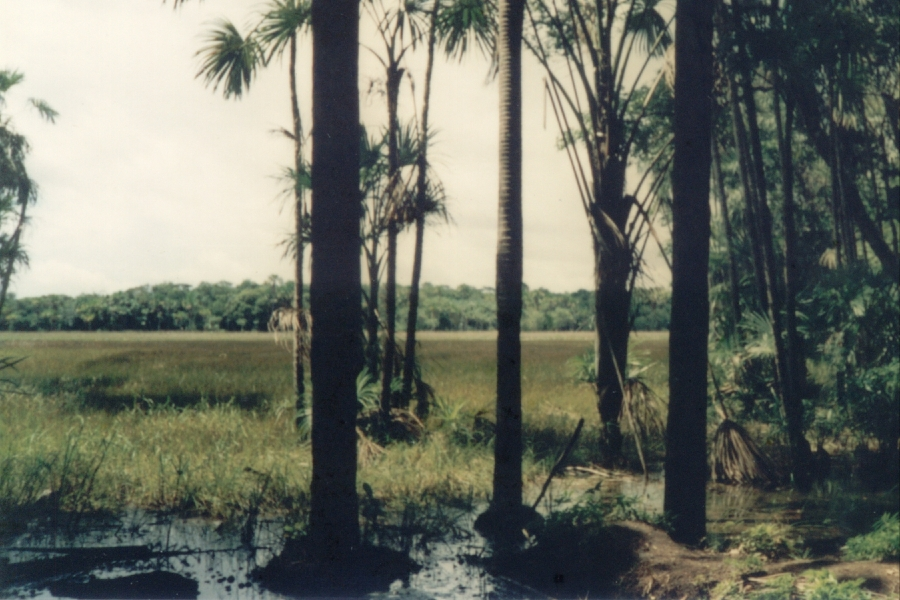
Manguezal em região próxima a Macapá (Brasil)

A população da América do Sul não se distribui uniformemente, havendo áreas rarefeitas, ao lado de outras de densidade relativamente elevada. Alguns fatores de ordem física e humana contribuem para isso. Entre as causas de rarefação demográfica, salientam-se:
- A existência de regiões desérticas, como a Patagônia, o pampa seco, o Atacama e a Sechura;
- As zonas de florestas equatoriais, como a Amazônia;
- As áreas de campos, onde a criação extensiva de gado contribui para a escassez demográfica.

Quanto aos fatores que têm determinado maiores concentrações de população destacam-se:
- As faixas litorâneas bem abrigadas e dotadas de portos naturais;
- As costas de clima relativamente benigno;
- Os vales de alguns rios navegáveis, como o Amazonas, Orinoco, Cauca, Paraná;
- E as regiões naturalmente férteis, onde se desenvolveu uma atividade agrícola apropriada, como o eixo Rio-São Paulo, no Brasil, a província de Buenos Aires, na Argentina, e o vale central do Chile.

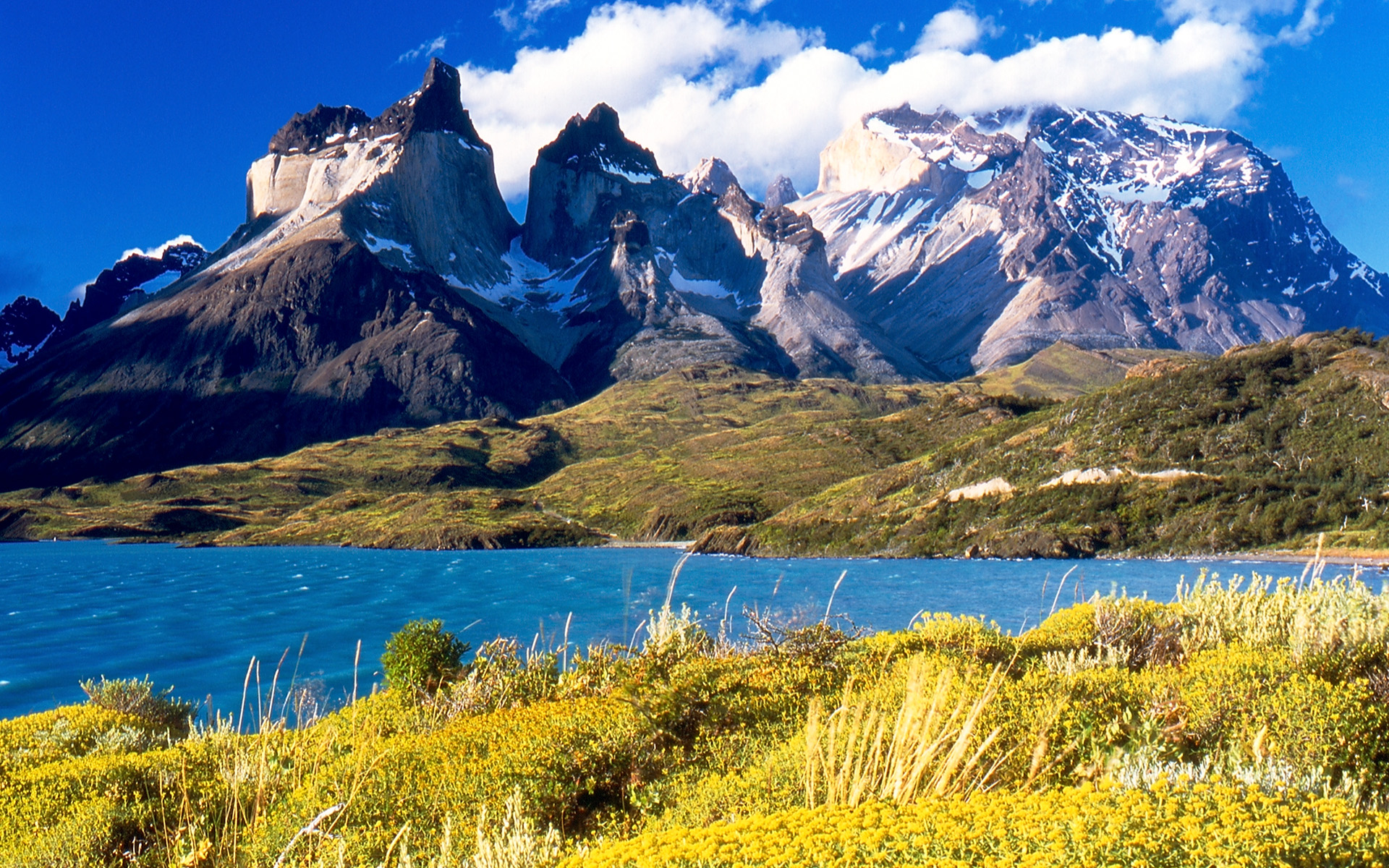
Torres del Paine, Chile

### Crescimento demográfico
A população da América do Sul teve o maior índice de crescimento no mundo entre 1920 e 1960: um incremento de 126,3%. O declínio da mortalidade, determinado em grande parte pela elevação dos padrões de higiene pública, foi a causa fundamental dessa expansão demográfica.
Outro fator que contribuiu para esse aumento foi a imigração. Desde 1800, cerca de 12 milhões de imigrantes chegaram à região. Desse total, cerca de 4 milhões vieram da Espanha, 4 milhões da Itália, 2 milhões de Portugal e o restante da Alemanha, Polônia, Síria, Japão, China e outros países.
Em anos recentes o índice médio de crescimento é estimado em 2,64%.

## População urbana
As áreas mais densamente povoadas da América do Sul tendem a aumentar sua população mais rapidamente do que as regiões escassamente habitadas. Existem, naturalmente, algumas zonas de ocupação pioneira onde se faz a incorporação de terras virgens, porém, a maior parte das correntes migratórias internas dirige-se para os centros urbanos, os quais apresentaram, especialmente após a Segunda Guerra Mundial, extraordinários índices de crescimento.
As cidades não somente cresceram em tamanho, mas a proporção da população em cada país tem-se expandido de modo apreciável. Algumas cidades sul-americanas como Buenos Aires, São Paulo e Rio de Janeiro, estão entre as maiores metrópoles do mundo. Outras cidades incluem Lima, Bogotá, Caracas e Santiago; Montevidéu, La Paz, Recife, Belo Horizonte, Salvador, Curitiba, Medelhim e Cali; Valparaíso, Concepción,  Brasília, Porto Alegre, Córdoba e Rosário. A urbanização acelerada parece geral e irresistível em toda a América Latina, com todas as suas consequências, como a marginalidade urbana.

## Grupos étnicos
Para a formação étnica da população sul-americana contribuíram três etnias: índios, brancos e negros. Em muitos países predominam os mestiços de espanhóis com indígenas, como é o caso do Colômbia, Equador, Paraguai e Venezuela. Em apenas dois países os povos indígenas são maioria: no Peru e na Bolívia. Grandes populações de ascendência africana são encontradas no Brasil (principalmente na Bahia, Maranhão, Rio de Janeiro, Minas Gerais e Pernambuco), e na Colômbia.
Os países de forte ascendência europeia são a Argentina, o Uruguai e o Brasil. Os dois primeiros países tem sua população derivada de imigrantes espanhóis e italianos e, no caso do Sul e sudeste meridional do Brasil (principalmente São Paulo), derivada de imigrantes portugueses, italianos, alemães, espanhóis e japoneses.

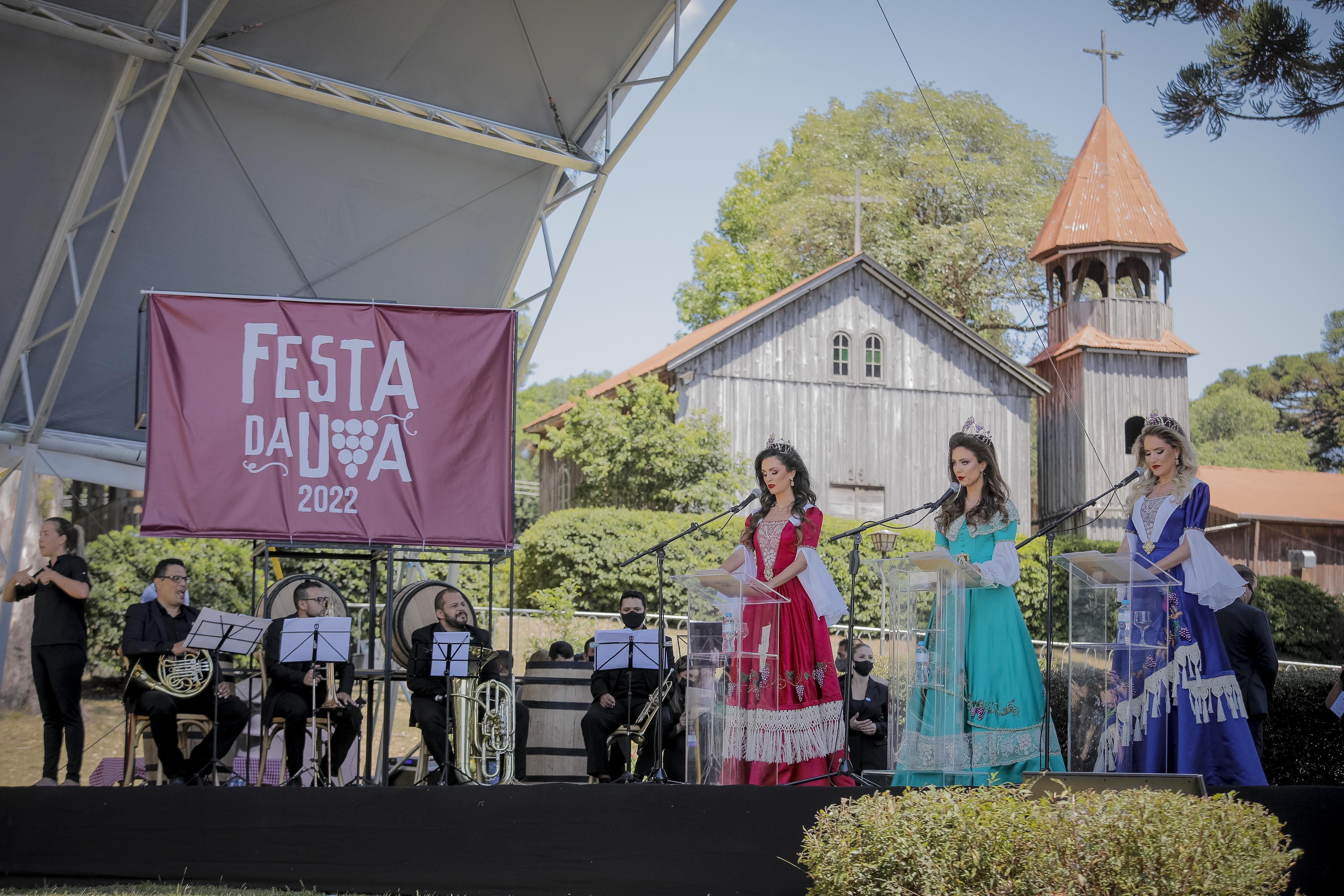
Membros da comunidade ítalo-brasileira durante a Festa da Uva, em Caxias do Sul, 2022.

A imigração alemã no Brasil foi o movimento migratório ocorrido nos séculos XIX e XX de alemães para várias regiões do Brasil. As causas deste processo podem ser encontradas nos frequentes problemas sociais que ocorriam na Europa e a fartura de terras no Brasil. Atualmente, estima-se que dezoito milhões ou 10% dos brasileiros têm ao menos um antepassado alemão. O Brasil abriga hoje a maior comunidade ucraniana da América Latina, contando com 1 milhão de pessoas.
Minorias étnicas incluem os árabes e japoneses no Brasil, chineses (cantoneses) no Peru e indianos na Guiana.

### Chile: uma amostra da demografia sul-americana
O Chile recebeu uma grande onda de imigrantes europeus, principalmente no norte, sul e costa. Ao longo do século XVIII e início do século XX. Os imigrantes europeus que chegaram no Chile são maioritariamente espanhóis, alemães, britânicos, italianos, franceses, austríacos, holandeses, suíços, escandinavos, portugueses, gregos e croatas.
O maior grupo étnico que compõe a população chilena veio da Espanha e do País Basco, ao sul da França. As estimativas de descendentes de bascos no Chile variam de 10% (1.600.000) até 27% (4.500.000). 1848 foi um ano de grande imigração de alemães e franceses, a imigração de alemães foi patrocinada pelo governo chileno para fins de colonização para as regiões meridionais do país. Esses alemães (também suíços e austríacos), significativamente atraídos pela composição natural das províncias do Valdivia, Osorno e Llanquihue foram colocados em terras dadas pelo governo chileno para povoar a região. Porque o sul do Chile era praticamente desabitado, a influência desta imigração alemã foi muito forte, comparável à América Latina apenas com a imigração alemã do sul do Brasil. Há também um grande número de alemães que chegaram ao Chile, após a Primeira e Segunda Guerra Mundial, especialmente no sul (Punta Arenas, Puerto Varas, Frutillar, Puerto Montt, Temuco, etc.) A embaixada alemã no Chile estimada que entre 500,000 a 600,000 chilenos são de origem alemã.
Além disso, estima-se que cerca de 5% da população chilena é descendente de imigrantes de origem asiática, principalmente do Oriente Médio (ou seja, palestinos, sírios, libaneses e armênios), são cerca de 800.000 pessoas. É importante ressaltar que os israelitas, tanto judeus como não-cidadãos judeus da nação de Israel podem ser incluídos. Chile abriga uma grande população de imigrantes, principalmente cristã, do Oriente Médio. Acredita-se que cerca de 500.000 descendentes de palestinos residem no Chile. Outros grupos de imigrantes historicamente significativos são: os croatas, cujo número de descendentes é estimado em 380.000 pessoas, o equivalente a 2,4% da população. No entanto, outras fontes dizem que 4,6% da população do Chile podem ter alguma ascendência croata. Além disso, mais de 700.000 chilenos de origem britânica (Inglaterra, País de Gales e Escócia), o que corresponde a 4,5% da população. Os chilenos de ascendência grega são estimados entre 90.000 e 120.000 pessoas, a maioria deles vive no Santiago ou Antofagasta, Chile é um dos 5 países com mais descendentes de gregos no mundo. Os descendentes de suíços somam o número 90.000, também estimo-se que cerca de 5% da população chilena tem alguma ascendência francesa. Os descendentes de italianos estão entre 600.000 e 800.000 pessoas.

### Distribuição étnica
A população branca predomina na região, mas é considerável a porcentagem de mestiços, enquanto os indígenas constituem minoria.
 Brasil: a população brasileira é formada principalmente por descendentes de povos indígenas, colonos portugueses, escravos africanos e de imigrantes europeus. Os brasileiros ("brancos", "pardos" e "negros"), no geral, possuem ancestralidades europeia, africana e indígena. A europeia sendo importante sobretudo nos "brancos" e "pardos". A ancestralidade "africana" é maior entre os "negros". A ancestralidade indígena encontra-se presente em todas as regiões, em "brancos", "pardos" e "negros" brasileiros, embora tendendo a um grau menor. De acordo com um estudo de DNA autossômico de 2008, conduzido pela Universidade de Brasília (UnB), com "brancos", "pardos" e "negros", a ancestralidade europeia é a predominante em todas as regiões do Brasil, respondendo por 65,90% da herança da população, seguida de uma grande contribuição africana (24,80%) e de uma contribuição indígena menor (9,3%). De acordo com o estudo autossômico de 2011, com aproximadamente 1000 amostras de brasileiros "brancos", "pardos" e "negros", levado a cabo pelo geneticista brasileiro Sérgio Pena, o componente europeu é o predominante na população do Brasil, em todas as regiões nacionais, com contribuições africanas e indígenas. De acordo com esse estudo, a ancestralidade europeia responde por 70% da herança da população brasileira. Esse estudo foi realizado com base em doadores de sangue, sendo que a maior parte dos doadores de sangue no Brasil vêm das classes mais baixas (além de enfermeiros e demais pessoas que laboram em entidades de saúde pública, representando bem, assim, a população brasileira). Esse estudo constatou que os brasileiros de diferentes regiões são geneticamente muito mais homogêneos do que se esperava, como consequência do predomínio europeu (o que já havia sido mostrado por vários outros estudos genéticos autossômicos, como se pode ver abaixo). “Pelos critérios de cor e raça até hoje usados no censo, tínhamos a visão do Brasil como um mosaico heterogêneo, como se o Sul e o Norte abrigassem dois povos diferentes”, comenta o geneticista. “O estudo vem mostrar que o Brasil é um país muito mais integrado do que pensávamos.” A homogeneidade brasileira é, portanto, muito maior entre as regiões do que dentro delas, o que valoriza a heterogeneidade individual. Essa conclusão do trabalho indica que características como cor da pele são, na verdade, arbitrárias para categorizar a população. Já de acordo com um estudo genético autossômico feito em 2010 pela Universidade Católica de Brasília, publicado no American Journal of Human Biology, a herança genética europeia é a predominante no Brasil, respondendo por entre 75% e 80% total, "brancos", "pardos" e "negros" incluídos. Os resultados também mostravam que, no Brasil, indicadores de aparência física, como cor da pele, dos olhos e dos cabelos, têm relativamente pouca relação com a ascendência de cada pessoa (ou seja, o fenótipo de uma pessoa não indica claramente o seu genótipo). Esse estudo foi realizado com base em amostras de testes de paternidade gratuitos, conforme exposto pelos pesquisadores: "os teste de paternidade foram gratuitos, as amostras da população envolvem pessoas de variável perfil socioeconômico, embora provavelmente com um viés em direção ao grupo dos 'pardos'". De acordo com outro estudo, de 2009, os brasileiros, como um todo, e de todas as regiões, e independentemente de aparência ou classificação pelo censo, estão bem mais perto dos europeus do que dos mestiços do México, e dos africanos, do ponto de vista genético.
 Bolívia: 75% da população correspondem a mestiços e ameríndios, enquanto 15% são brancos. A população da Bolívia é composta de quíchuas 30%, aimarás 25%, eurameríndios 15%, europeus ibéricos 15% e outros 15% (1996). De acordo com um estudo genético autossômico de 2012, a contribuição europeia gira em torno de 12%, com variações individuais de 0% a 48%. Uma contribuição europeia média de 25% foi estimada em um estudo genético autossômico de 2013, e com um pequeno grau de contribuição africana
 Paraguai: 95% do contingente populacional compõem-se de mestiços e índios.
 Venezuela: 2% dos habitantes são ameríndios, 43.6% europeus ibéricos, 2.9% afro-americanos e 51.6% mestiços.
 Argentina: Na Argentina, a herança europeia é a predominante, mas com significativa herança indígena, e presença de contribuição africana também. Um estudo genético autossômico realizado em 2009, revelou que a composição da Argentina é 78,50% europeia, 17,30% indígena, e 4,20% africana. Em Buenos Aires, um estudo genético autossômico encontrou contribuição Indígena de 15,80% e africana de 4,30%. Na região de La Plata, as contribuições europeia, indígena e africana foram, respectivamente, 67.55% (+/-2.7), 25.9% (+/-4.3), e 6.5% (+/-6.4). 56% da população da Argentina possui DNA mitocondrial ameríndio.
 Chile: a população chilena é principalmente Branca de origem europeia 64% da população. De acordo com um estudo genético de 2014, a composição do Chile é 24.34% (± 3.9%) indígena, 71.85% (± 5.44%) europeia e 3.81% (± 0.45%) africana
 Uruguai: Um estudo genético de 2009, publicado no American Journal of Human Biology, revelou que a composição genética do Uruguai é principalmente europeia, mas com contribuição indígena (que varia de 1% a 20% em diferentes partes do país) e significativa contribuição africana (7% a 15% em diferentes partes do país). A contribuição indígena no Uruguai foi estimada em 10%, em média, para a população inteira. Esse número sobe a 20% no departamento de Tacuarembó, e desce a 2% em Montevidéu. O DNA mitocondrial indígena chega a 62% em Tacuarembó. Um estudo genético de 2006 encontrou os seguintes resultados para a população de Cerro Largo: contribuição europeia de 82%, contribuição indígena de 8% e contribuição africana de 10%. Esse foi o resultado para o DNA autossômico, o que se herda tanto do pai quanto da mãe e permite inferir toda a ancestralidade de um indivíduo. Na linhagem materna, DNA mitocondrial, os resultados encontrados para Cerro Largo foram: contribuição europeia de 49%, contribuição indígena de 30%, e contribuição africana de 21%.
| País                 | População   | Ameríndios | Brancos | Mestiços | Mulatos | Negros | Zambos | Asiáticos |
| Mestiços-Ameríndios  | 58,022.000  | 46.9%      | 10.4%   | 35.4%    | 5.7%    | 1.1%   | 0.0%   | 0.5%      |
| Equador              | 13.700.000  | 39.0%      | 9.9%    | 41.0%    | 5.0%    | 5.0%   | 0.0%   | 0.1%      |
| Guatemala            | 14.202.000  | 53.0%      | 4.0%    | 42.0%    | 0.0%    | 0.0%   | 0.2%   | 0.8%      |
| Peru                 | 29.331.000  | 45.5%      | 12.0%   | 32.0%    | 9.7%    | 0.0%   | 0.0%   | 0.8%      |
| Bolívia              | 9.947.000   | 55.0%      | 15.0%   | 28.0%    | 2.0%    | 0.1%   | 0.5%   | 0.0%      |
| Mestiços-Africanos   | 69,131.000  | 2.4%       | 18.5%   | 46.9%    | 27.1%   | 3.6%   | 0.6%   | 0.9%      |
| Panamá               | 3.481.000   | 8.0%       | 10.0%   | 32.0%    | 27.0%   | 5.0%   | 14.0%  | 4.0%      |
| Colômbia             | 45.980.000  | 1.8%       | 20.0%   | 53.2%    | 21.0%   | 3.9%   | 0.1%   | 0.0%      |
| Venezuela            | 28.814.000  | 2.7%       | 43.6%   | 51.6%    | 0.7%    | 2.9%   | 0.0%   | 2.2%      |
| Afro-Brancos         | 193,893.000 | 0.4%       | 51.6%   | 0.0%     | 40.8%   | 6.7%   | 0.1%   | 0.4%      |
| Haiti                | 10.111.000  | 0.0%       | 0.8%    | 0.0%     | 9.0%    | 90.0%  | 0.0%   | 0.2%      |
| Cuba                 | 11.204.000  | 0.0%       | 37.0%   | 0.0%     | 51.0%   | 11.0%  | 0.0%   | 1.0%      |
| Porto Rico           | 3.990.000   | 0.0%       | 74.8%   | 0.0%     | 10.0%   | 15.0%  | 0.0%   | 0.2%      |
| Brasil*              | 211,049,518 | 0.4%       | 53.8%   | 39.1%*   | 39.1%*  | 6.2%   | 0.0%   | 0.5%      |
| República Dominicana | 10.158.000  | 0.0%       | 7.7%    | 0.0%     | 14.6%   | 75.0%  | 2.3%   | 0.4%      |
| Mestiços             | 122,134.000 | 12.5%      | 13.7%   | 72.4%    | 0.7%    | 0.0%   | 0.2%   | 0.5%      |
| El Salvador          | 6.179.000   | 8.0%       | 1.0%    | 91.0%    | 0.0%    | 0.0%   | 0.0%   | 0.0%      |
| Honduras             | 7.541.000   | 7.7%       | 1.0%    | 85.6%    | 1.7%    | 0.0%   | 3.3%   | 0.7%      |
| México               | 110.128.000 | 14.0%      | 15.0%   | 70.0%    | 0.5%    | 0.0%   | 0.0%   | 0.5%      |
| Nicarágua            | 5.783.000   | 6.9%       | 14.0%   | 78.3%    | 0.0%    | 0.0%   | 0.6%   | 0.2%      |
| Paraguai             | 6.405.000   | 1.5%       | 20.0%   | 74.5%    | 3.5%    | 0.0%   | 0.0%   | 0.5%      |
| Brancos              | 59,604.000  | 2.7%       | 76.7%   | 18.4%    | 0.2%    | 0.0%   | 0.1%   | 1.8%      |
| Argentina            | 40.471.000  | 1.0%       | 85.0%   | 11.1%    | 0.0%    | 0.0%   | 0.0%   | 2.9%      |
| Chile                | 17.053.000  | 3.2%       | 52.7%   | 44.0%    | 0.0%    | 0.0%   | 0.0%   | 0.0%      |
| Costa Rica           | 4.610.000   | 0.8%       | 82.0%   | 15.0%    | 0.0%    | 0%     | 2.0%   | 0.2%      |
| Uruguai              | 3.367.000   | 0.0%       | 88.0%   | 8.0%     | 4.0%    | 0.0%   | 0.0%   | 0.0%      |
| Total                | 502,784.000 | 9.2%       | 36.1%   | 30.3%    | 20.3%   | 3.2%   | 0.2%   | 0.7%      |

### Evolução étnica

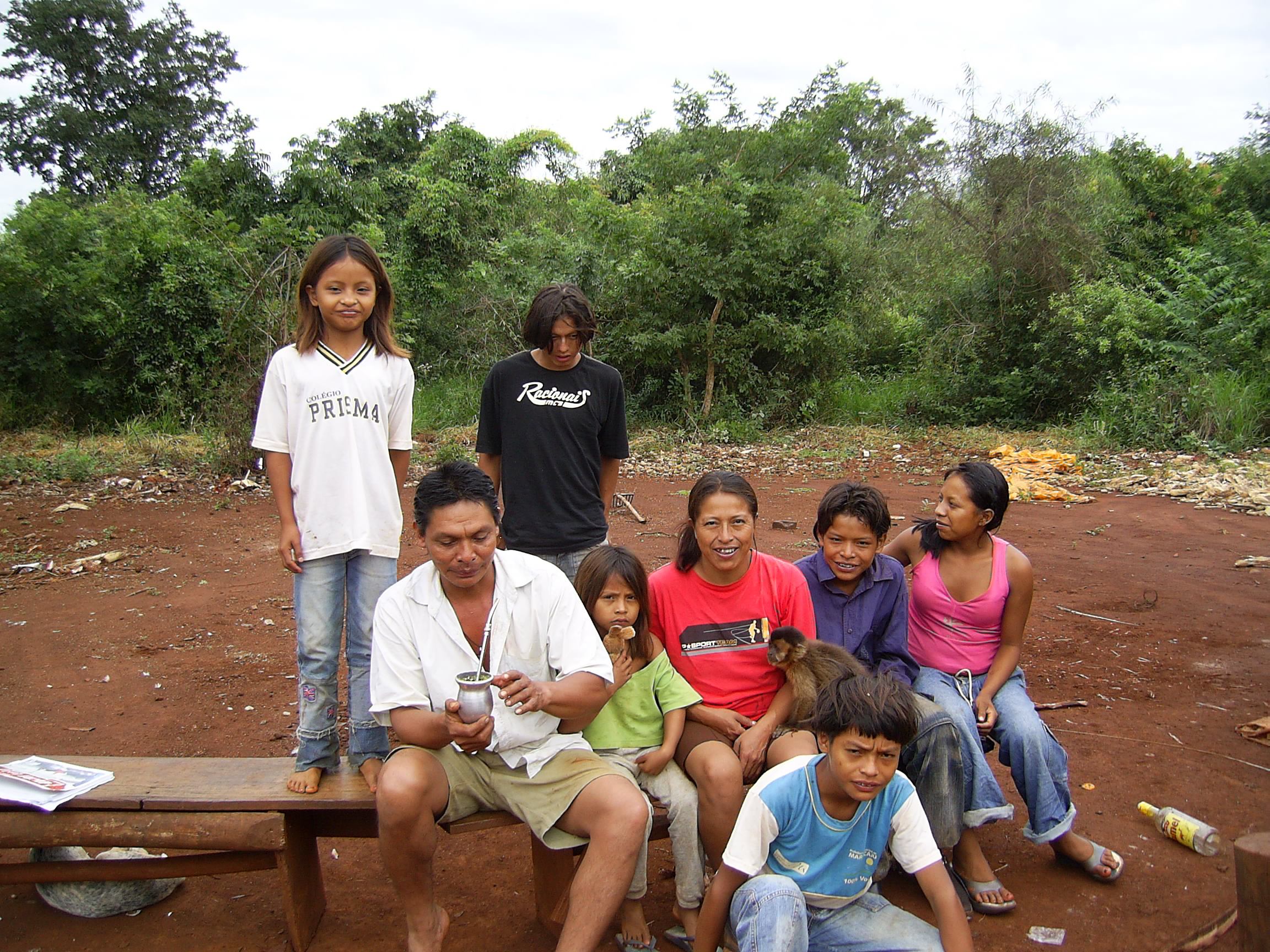
Índios guaranis.

As populações originais da América do Sul, os ameríndios consistiam em grupos como destacavam-se os chibchas, na Colômbia, jês, tupis, aruaques, caraíbas, tucanos, e nhambiquaras, no Brasil; quíchua, e aimarás, de civilização bastante avançada, nas regiões andinas do Peru e Bolívia; araucânios, no Chile e Argentina; chaquenhos, patagões e fueginos, na Argentina.
Os conquistadores europeus encontraram esses nativos em diversas formas de civilização, o que determinou diversos tipos de reação, que contribuíram, de uma ou de outra forma, para sua conservação ou eliminação.

Os métodos de redução e conquista, por isso mesmo, variaram. Na região andina, dominada pelos espanhóis, logo que a população ameríndia tornou-se sedentária, aplicou o regime semifeudal da encomienda, com a divisão da propriedade entre os conquistadores, através de doação real (merced), sob o nome de haciendas, fincas ou estancias. A evolução do sistema, que permitiu a introdução de trabalhadores livres nas terras doadas, fez surgir uma escala socioeconômica, representada pelo colono arrendatário que repartia o produto de seu trabalho com o seu proprietário. Organizou-se, além disso, o trabalho forçado nas minas, que recebeu o nome de repartimientos mitas.

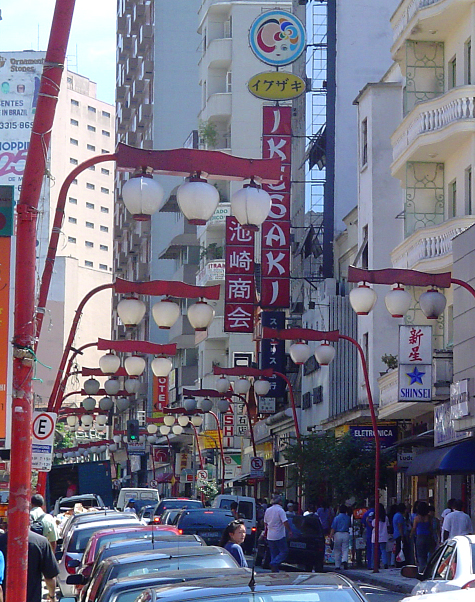
Bairro da Liberdade, no centro de São Paulo. É o maior reduto da comunidade japonesa fora do Japão.

Na região dominada pelos portugueses, os colonizadores arrebanharam os índios espalhados pelo interior, levando às terras propícias para fundar colonização.
Com esse objetivo, foram organizadas expedições de busca aos escravos índios, através de comandos oficiais ou mesmo particulares, que tomaram diversas denominações, como bandeiras, entradas, descidas ou correrias. Essa obra de conquista, tanto de espanhóis como de portugueses, foi acompanhada pelas missões religiosas, principalmente de franciscanos e jesuítas, que também procuravam "reduzir" os gentios e fazê-los produzir, mas através de outros métodos e com o objetivo de cristianização.
Com essa obra de conquista veio juntar-se ao indígena um outro contingente, o branco ibérico, ajudando assim compor o quadro étnico. Na primeira fase, o conquistador interessou pelo ameríndio, sobretudo como mão-de-obra. Não tardou, porém, que os europeus, especialmente os portugueses, se desiludissem quanto à eficiência do ameríndio escravizado. E como não tivessem encontrado, de início, os metais preciosos que buscavam, ao contrário do que ocorrera na área de colonização espanhola, fundaram sua colonização em bases agrícolas, incrementando em primeiro lugar a cultura de cana-de-açúcar. Como o indígena não se adaptasse bem a esse tipo de agricultura, os colonizadores começaram a importação, como os escravos, de negros africanos, que vieram a constituir o terceiro elemento importante na formação étnica das populações sul-americanas.
É a partir do final do século XIX, todavia, que se assiste a entrada em massa de imigrantes europeus em diversos países latino-americanos. É notável, porém, que essa imigração se concentrou sobretudo na Argentina, no Chile, no Uruguai e no Brasil. São os italianos que chegam em maior número, superando inclusive espanhóis e portugueses.

## Idiomas
- O número total de línguas faladas na América do Sul vai muito além do espanhol, português, francês, neerlandês e inglês. Uma classificação básica dos idiomas utilizados regularmente por toda a América do Sul pode ser a sua divisão entre idiomas oficiais e idiomas não oficiais. Quanto à origem linguística podem-se classificar as línguas presentes na América do Sul em dois grandes grupos: os idiomas autóctones (indígenas) e os idiomas trazidos por colonizadores, escravos e imigrantes.

As línguas não nativas podem ser classificadas nas seguintes categorias principais (3):
- idiomas colonizadores, i.e. português e espanhol (castelhano),  mas também francês, neerlandês e inglês, embora em menor escala.
- Idiomas de escravidão africana, i.e. iorubá, bantu e outras, intrínsecos na forte cultuação dos ritos religiosos afro-brasileiros, etc.
- Idiomas de imigração, como o alemão (com seus dialetos Riograndenser Hunsrückisch, Katarinensisch, Baixo-alemão, pomerano e Schwizerdütsch), neerlandês, italiano (interlíngua: talian), japonês (Nihongo), romanês, árabe, russo, hindustani, espanhol (interlíngua: portunhol), inglês (interlíngua: português ou spanglish), turco, chinês mandarim e cantonês, indiano, galês (ou Welsh em inglês, falado no sul da Argentina), polonês, coreano, romani, ucraniano, iídiche, lituano, galego, grego, etc.

O Português ainda é língua majoritária. Em 1950, o português era falado por em torno de 53 443 000 de pessoas (quase todos brasileiros) contra 51 716 000 de pessoas que falavam o espanhol, 427 971 o inglês, 208 068 o neerlandês e apenas 25.516 o francês. O Brasil é o único país a ter o português como oficial no continente, onde também há nove outros países de língua espanhola e outros dois que falam o inglês e o holandês, além do francês da Guiana Francesa, território ultramarino da França. Em 2007, estima-se que cerca de 50,1% dos sul-americanos falem o português, correspondendo a 190 011 861 de pessoas, depois o espanhol, com 189 295 750, o inglês, com 769 065, o neerlandês, com 470 784 e por fim o francês, com 203 320. Portanto, o português é ainda o idioma mais falado na América do Sul.
Línguas Indígenas
Além do português e espanhol, línguas faladas pela maioria das populações sul-americanas, diversos grupos aborígenes ainda subsistem. Os mais importantes idiomas nativos falados pelos povos indígenas do continente pertencem às seguintes famílias:
- Chibcha: falado por pequenas comunidades indígenas da Colômbia, mas em via de desaparecimento;
- Caribe: cujas línguas sobrevivem no norte do Brasil, áreas interiores da Guiana, Suriname, Guiana Francesa e Venezuela e nas planícies da Colômbia;
- Aruaque: uma das maiores e mais difundidas famílias linguísticas da América do Sul, encontrada sobretudo na bacia Amazônica; mais de 200 línguas deste grupo ainda sobrevivem;
- Jê: com pelo menos 50 línguas ainda faladas em meados do século XX, especialmente na região oriental do Brasil;
- Tupi-guarani: a segunda maior família linguística da região, com duas divisões principais:
  - Tupi: falado no Brasil oriental, desde o litoral uruguaio até a foz do rio Amazonas;
  - Guarani: falado no Paraguai e nas regiões vizinhas da Argentina;
- Quíchua:, cujos principais idiomas ainda eram usados, em meados do século XX, por alguns milhões de pessoas, especialmente no Peru e nordeste da Argentina e na Bolívia;
- Aimará: com quatorze línguas faladas nos planaltos meridionais e adjacentes da Bolívia.

Muitas das línguas dos nativos sul-americanos agrupam-se em 45 famílias menores, entre as quais destacam-se: chiriana, cuíca-timote, guaíba, guarara e jirajara, Colômbia; arauá, borotuqué, carajá, cariri, catuquina, goitacá, huari, mura, nambiquara e pano no Brasil; canela, jivaro e omurano no Equador; aguano, cahupana, muniche e yunca-puruna no Peru; chapucara, chiquito, mosetena, tucano e yuracare na Bolívia, guaicuru, mascoi e matacomaca no Paraguai; araucano e no Chile; e tehuelche, comechingona, e lule-vilela na Argentina.
Há ainda o rapa nui, o idioma Polinésio da Ilha de Páscoa, Chile.

### Distribuição linguística
| Idioma    | População   | Porcentagem |
| Espanhol  | 298,095,592 | 59.29%      |
| Português | 194,577,408 | 38.70%      |
| Francês   | 10,111,000  | 2.01%       |
| Total     | 502,784.000 | 100.00%     |